# Fluvoxamine
Fluvoxamine is een antidepressivum. Het wordt op de markt gebracht onder de merknamen Faverin®, Fevarin®, Floxyfral®, Luvox® en andere.
Het is een specifieke selectieve serotonine-heropnameremmer (SSRI); het zorgt ervoor dat vrijgekomen serotonine, een neurotransmitter, minder snel kan worden heropgenomen door de zenuwcel waaruit het komt. Het effect is pas na 2 tot 4 weken waarneembaar.
Het is in Nederland sinds 1985 in de handel als antidepressivum en later tevens geregistreerd voor een obsessieve-compulsieve stoornis. Volgens de GIPdatabank zijn er jaarlijks ongeveer 21.000 gebruikers met een jaarlijks kostenplaatje van 2 miljoen euro. Het middel wordt inmiddels grotendeels generiek als fluvoxamine afgeleverd.
Fluvoxamine is een sterke remmer van het enzym CYP1A2 en in geringe mate van CYP2C en CYP3A4. Het gelijktijdig gebruik van lithium-zouten en tryptofaan is zeer gevaarlijk. De remming van CYP1A2 geeft veel gevaarlijke wisselwerkingen met onder andere tricyclische antidepressiva.
In de loop van de COVID-19-pandemie kwam fluvoxamine onder de aandacht vanwege het effect als ontstekingsremmer bij coronavirus-infecties.  Fuovoxamine remt ontsteking door remmen van de productie van cytokinen die verantwoordelijk zijn voor de cytokinestorm die op kan treden bij ernstige COVID-19.  In oktober 2021 bleek uit een klinisch onderzoek dat vroegtijdige behandeling van hoog-risico covid-patiënten met fluvoxamine (100mg 2dd, 10 dagen) de noodzaak tot ziekenhuisopname sterk reduceerde.